# Delage 15 S8
Delage 15 S8 är en tävlingsbil, tillverkad av den franska biltillverkaren Delage mellan 1926 och 1927.

## Bakgrund
Delage hade ägnat sig åt bilsport alltsedan starten och hade bland annat byggt en tolvcylindrig Grand Prix-bil enligt 1923 års tvålitersformel. När AIACR i ett försök att få ned hastigheterna begränsade motorstorleken ytterligare till 1,5 liter inför säsongen 1926 fick Delage börja om från början.

## Utveckling
Louis Delage hade anställt Albert Lory för att få ordning på tvålitersbilen och Lory fick även ansvaret för att bygga dess ersättare. Bilens chassi var ytterst konventionellt med stela hjulaxlar och mekaniska bromsar. I chassit monterades en rak åtta med dubbla överliggande kamaxlar och dubbla Roots-kompressorer, kopplad till en femväxlad växellåda.
Till 1927 modifierade Lory motorn, som bland annat fick en enkel kompressor. Satsningen var mycket framgångsrik men tävlingsverksamheten kostade företaget stora pengar och efter 1927 såldes bilarna till olika privatförare som fortsatte att tävla med dem i voiturette-klassen långt in på 1930-talet. Modellen hade sådana framgångar att den siamesiske prinsen Chula Chakrabongse lät Lory bygga två nya bilar 1936 åt sin kusin prins Bira. Dessa nya bilar hade individuell hjulupphängning fram och hydrauliska bromsar.

## Tekniska data
| Tekniska data         | 15 S8                                            |
| --------------------- | ------------------------------------------------ |
| Motor:                | 8-cylindrig radmotor                             |
| Cylindervolym:        | 1488 cm³                                         |
| Borrning x slaglängd: | 55,8 x 76,0 mm                                   |
| Max effekt:           | 170 hk                                           |
| Ventilstyrning:       | 2 överliggande kamaxlar, 2 ventiler per cylinder |
| Överladdning:         | Roots-kompressor                                 |
| Växellåda:            | 5-växlad manuell                                 |
| Chassi:               | Lådbalksram                                      |
| Hjulupphängning bak:  | Stela hjulaxlar, längsgående bladfjäder          |
| Bromsar:              | Mekaniska trumbromsar                            |
| Hjulbas:              | 250 cm                                           |
| Torrvikt:             | 750 kg                                           |
| Toppfart:             | 210 km/h                                         |

## Tävlingsresultat
Delage-stallet gjorde en storsatsning och ställde upp med tre bilar i varje tävling. Första segern kom i Storbritanniens Grand Prix 1926 med Louis Wagner och Robert Sénéchal.
Stallets stora år blev 1927, då Robert Benoist vann de fem största tävlingarna och säkrade världsmästerskapet i Grand Prix racing åt Delage.
Bilen var fortsatt konkurrenskraftig nästan tio år senare, då Richard Seaman dominerade voiturette-klassen säsongen 1936, före långt modernare bilar från ERA och Maserati.